# Herbert Jacobsson
Herbert Vollrath Mikael Jacobsson, född 30 november 1878 i Göteborg, död där 16 april 1949, var en svensk militär och affärsman.
Herbert Jacobsson var son till översten Albert Fredrik Jacobsson. Efter mogenhetsexamen vid Göteborgs realläroverk 1898 avlade han officersexamen 1900 och blev samma år underlöjtnant vid Göta artilleriregemente. År 1904 befordrades Jacobsson till löjtnant och tjänstgjorde 1906 vid första rumänska artilleriregementet i Bukarest. År 1913 befordrades han till kapten, 1927 blev Jacobsson major i armén. Jacobsson gifte sig 1909 med Karin Broström, dotter till Axel Broström, och kom därefter att efterhand få alltfler poster inom Broströmkoncernen. År 1916 blev han ledamot av styrelsen för Ångfartygsaktiebolaget Tirfing (från 1940 som ordförande), 1918 blev han ledamot av styrelsen för Nora Bergslags Järnvägsaktiebolag (från 1930 som ordförande) och 1922 ledamot av styrelsen för Eriksbergs Mekaniska Verkstad (ordförande från 1924). Jacobsson tjänstgjorde 1921–1925 som regementskvartermästare men sedan svågern Dan Broström avlidit i en bilolycka 1925 fick han överta ansvaret för rederiverksamheten och övergick 1926 till reservstat inom armén. År 1927 blev han ledamot av styrelsen för Institutet för ortnamns- och dialektforskning vid Göteborgs högskola, 1929 ledamot av styrelsen för Göteborgs trädgårdsförening, 1932 blev han ordförande i styrelsen för Försäkringsaktiebolaget Atlantica, 1933 ordförande i styrelsen för Sjöfartsmuseet i Göteborg, 1937 i styrelsen för Simon Edströms AB i Malmö och i Svenska Amerika Mexiko Linien, 1938 ledamot av styrelsen för Oceanografiska institutet i Göteborg, 1939 ledamot av styrelsen för Göteborgs stadsteater, 1941 ordförande i styrelsen för Hallands Ångbåtsaktiebolag, 1942 ordförande i styrelsen för Göteborgs Bogserings & Bärgnings AB och från 1946 i styrelsen för Svenska Amerika Linien, AB Atlanttrafik, AB Oceankompaniet och AB Coasting.
Jacobsson invaldes 1939 som ledamot av Kungliga Vetenskaps- och Vitterhetssamhället i Göteborg. Han blev riddare av Svärdsorden 1921, av Vasaorden 1922 och av Nordstjärneorden 1926, kommendör av andra klassen av Vasaorden 1933 och av Nordstjärneorden 1938 samt kommendör av första klassen av Vasaorden 1946. Jacobsson vilar i en familjegrav på Östra kyrkogården i Göteborg.